# Justin Bonaventure Pranaitis
Justinas Bonaventure Pranaitis (1861-1917) fue un religioso católico lituano, profesor de teología hebreo en la Academia Imperial Eclesiástica de la Iglesia católica romana de San Petersburgo. En su juventud se vio envuelto en un intento de estafa. Es conocido por su libro El Talmud Desenmascarado, una presunta  traducción del Talmud al Latin, y que, según la académica brasileña Maria Luiza Tucci Carneiro, «está dedicado a demostrar las enseñanzas secretas respecto a los cristianos y a los no judíos» que contenía el Talmud. Según expertos en estudios judíos y académicos, el texto carece de rigor y precisión, tergiversando y sacando de contexto pasajes del Talmud para promover falsedades. 

Es necesario leer y estudiar el Talmud para comprender el Sionismo Internacional, el orgullo con que los judíos se consideran los dueños del mundo y el poder que poseen para controlar las finanzas y los medios de comunicación a nivel mundial. Reverenciando tan solo el becerro de oro, conservan a través de varios milenios su unidad e identidad racial, política, religiosa y nacional, haciéndolos imaginarse seres superiores, elegidos de Dios y rechazando cualquier tipo de asmilación, personificando con su manera de ser la forma más odiosa de racismo. No creen en el Mesías, sino únicamente en el destino mesiánico del Pueblo de Israel... que deberá dominar y reinar sobre el resto de la humanidad.

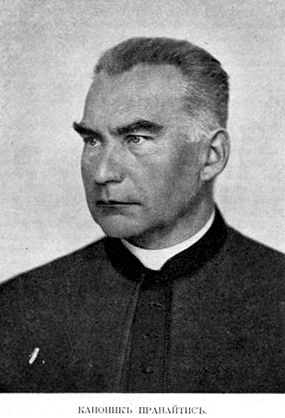

Intervino en el proceso del judío Mendel Beilis en 1912. Como afirmó ser un especialista en el Talmud, fue seleccionado como experto por la fiscalía en este caso donde el empleado judío Mendel Bejlis (Beilis) había sido acusado sin pruebas del asesinato ritual de un niño cristiano cuyo cuerpo había sido descubierto con numerosas puñaladas. El caso inspiró a Bernard Malamud la novela El hombre de Kiev, que John Frankenheimer llevó al cine con el mismo título. La ignorancia de Pranaitis sobre judaísmo se hizo patente en el juicio, provocando incluso risas del público. Bejlis fue declarado inocente, pero el caso marcó un nuevo hito en la persecución contra los judíos. 
El falsario Pranaitis murió por cáncer en 1917, aunque se ha sostenido que fue ejecutado durante la revolución bolchevique en Rusia. Su muerte le impidió continuar escribiendo libelos y cumplir con el propósito que declaró por escrito a Mons. Simon, al manfiestarle lo siguiente: “Bendígame también para que muy pronto pueda realizar obras más grandes para la gloria de Dios”.
El padre Pranaitis se consideraba a sí mismo un posible mártir, de lo que dan cuenta sus escritos, de los que reproducimos un haz de fragmentos: “habrá muchos que se convertirán en mis enemigos por haber de este modo testimoniado la verdad. (…) Todos vaticinaron que perecería (…). Al intentar impedirme que prosiguiera con mi obra algunos me rogaron que me acordara del destino del Profesor Charini (…) Otros me hicieron acordar del destino del monje Didacus de Vilna (…) Cualquier cosa que me sobreviniera por lo que he hecho, lo sufriré alegremente. Estoy preparado para hacer entrega de mi vida”